# Madras Musings
Madras Musings è un quindicinale in lingua inglese fondato dallo storico di Chennai S. Muthiah nel 1991. Pubblicato in formato tabloid e composto dalle 18 alle 22 pagine, generalmente presenta articoli sulla storia e patrimonio della città.

## Storia
Madras Musings venne fondato da S. Muthiah nel 1991 subito dopo il suo ritiro dalla T. T. K. Maps Ltd.. Venne concepito come uno strumento per mostrare la storia e il patrimonio dell'allora città di Madras, ribattezzata "Chennai" nel 1997. Originariamente composto da cinque pagine, il periodico venne successivamente aumentato a oltre dieci pagine. La Chennai Heritage, un'organizzazione senza scopo di lucro costituitasi nel 1999 per sostenere la conservazione del patrimonio storico di Chennai e registrata ai sensi della Sezione 25 del Companies Act con Muthiah come uno dei direttori della Società, finanzia il giornale, che quindi funge da suo portavoce ufficiale.

## Sponsor
Il giornale è sponsorizzato da diciotto importanti case corporative e centinaia di donatori individuali.